# Magalu, Arkalgud
Magalu là một làng thuộc tehsil Arkalgud, huyện Hassan, bang Karnataka, Ấn Độ.